# هنتر مارشال الثالث
هنتر مارشال الثالث (بالإنجليزية: Hunter Marshall III)‏ هو ضابط أمريكي، ولد في 6 أكتوبر 1917 في تشارلوت في الولايات المتحدة، وتوفي في 9 يونيو 1942 في البحر الكاريبي في الولايات المتحدة.